# Indra Kumar
Indra Kumar, właśc. Indy Irani – indyjski reżyser, producent i aktor filmowy (drugoplanowe role komediowe w filmach gudżarackich). Pochodzi z Gudżaratu z rodziny Parsów. Jego siostra Aruna Irani jest aktorką. Specjalnością jego są komedie, choć zrealizował też dramaty rodzinne i filmy romantyczne. Debiutował w 1990 roku filmem z Aamirem Khanem i Madhuri Dixit – Dil. Najwyższym uznaniem krytyki cieszy się jego dramat miłosny Mann, też z Aamirem Khanem, Manisha Koirala i Anilem Kapoorem.

## Filmografia
- Dil (1990)
- Beta (1992)
- Raja (1995)
- Miłość (1997)
- Mann (1999)
- Aashiq (2001)
- Rishtey (2002)
- Simhachalam (2003) (telugu)
- Masti (2004)
- Pyare Mohan (2006)
- Dhamaal (2007)